# پرنده رنگین (فیلم)
پرنده رنگین (چکی: Nabarvené ptáče) یک فیلم در ژانر درام به کارگردانی واتسلاو مارهول است که در سال ۲۰۱۹ منتشر شد. این بر پایه رمان پرنده رنگین ساخته شده است.

## بازیگران
- استلان اسکارشگورد
- اودو کیر
- هاروی کایتل
- ییتکا چوانچارووا
- جولیان سندز
- بری پپر